# 禾豐字庫塔
禾豐字庫塔位於四川省成都市簡陽市禾豐鎮青桐村，建於清道光二十六年（1846），坐北向南。石質六邊形五級密簷式塔，六角攢尖頂，通高19米。六邊形須彌座式塔基，高1.7米，每邊長1.95米。塔身呈六邊形，逐層上收並出簷，簷角微翹。第一至三層為空心，第四至五層為實心。寶瓶式刹。四周刻有花紋圖案和題記。簡陽市禾豐字庫塔保存完好，形體高大，美觀大方，雄偉壯觀、雕刻精美。1989年，禾豐字庫塔被簡陽市人民政府公佈為市級文物保護單位。2012年7月16日公佈為第八批四川省文物保護單位。